# گدی لی
گدی لی (انگلیسی: Geddy Lee؛ زادهٔ ۲۹ ژوئیهٔ ۱۹۵۳) یک موسیقی‌دان اهل کانادا است. وی از سال ۱۹۶۸ میلادی تاکنون مشغول فعالیت بوده‌است.